# Пайк (окръг, Джорджия)
Окръг Пайк (на английски: Pike County) е окръг в щата Джорджия, Съединени американски щати. Площта му е 567 km², а населението - 16 801 души. Административен център е град Зибюлън.